# Aristides (escultor)
Aristides (grec antic: Ἀριστείδης, Aristeides) fou un escultor de l'antiga Grècia i que va ser molt lloat per les seves escultures de carros de dos i quatre cavalls. Fou deixeble de Policlet i va florir el 388 aC. Es creu que podria ser el mateix Aristides que va fer unes millores a l'estadi Olímpic.